# Association sportive Batna
Pour les articles homonymes, voir ASB.
Maillots
Le Association Sportive Batna (en arabe : الجمعية الرياضية باتنة), plus couramment abrégé en AS Batna, était un club algérien de football situé dans la ville de Batna
Fondé en 1905 puis disparu en 1962, il évoluait au stade Municipal de Batna.

## Histoire
L'Association Sportive Batna est créée en 1905 dans la ville de Batna, par des colons européens qui étaient des amateurs de sport et de football.
L'AS Batna participe au championnat de France amateur 1961-1962.
Après l'indépendance de l'Algérie, le club est remplacé par le MSP Batna.

## Palmarès
| Compétitions nationales                                                                   |
| ----------------------------------------------------------------------------------------- |
| - Ligue de Constantine de Football Association: - Promotion d'honneur : - Champion : 1938 |

## Personnalités du club

### Présidents du club
- Alfred Malpel

### Entraîneur du club
- Camarena

### Anciens joueurs du club
Quelques joueurs qui ont marqué l'histoire de l'AS Batna.
- Michel Gozzeri
- Paul Leonelli
- Jean Malpel
- Paul Boyer
- Salvayre
- Lucien Jasseron